# Blackwall, London
Blackwall är en del av en befolkad plats i Storbritannien.   Den ligger i grevskapet Greater London och riksdelen England, i den södra delen av landet, i huvudstaden London. Blackwall ligger 7 meter över havet och antalet invånare är 19 461.
Terrängen runt Blackwall är platt. Runt Blackwall är det mycket tätbefolkat, med 3 494 invånare per kvadratkilometer. Närmaste större samhälle är City of London, 6,2 km väster om Blackwall. Runt Blackwall är det i huvudsak tätbebyggt.